# 钱宗珏
钱宗珏（1930年—），男，江苏吴江人，中国通信科技专家，曾任中华人民共和国邮电部科技司总工程师、教授级高级工程师。